# Галіфа
Галі́фа (кат. Gallifa) — муніципалітет, розташований в Автономній області Каталонія, в Іспанії. Код муніципалітету за номенклатурою Інституту статистики Каталонії — 80879. Знаходиться у районі (кумарці) Бальєс-Уксідантал (коди району — 40 та VC) провінції Барселона, згідно з новою адміністративною реформою перебуватиме у складі Баґарії (округи) Барселона.

## Населення
Населення міста (у 2007 р.) становить 224 особи (з них менше 14 років — 16,1 %, від 15 до 64 — 70,5 %, понад 65 років — 13,4 %). У 2006 р. народжуваність склала 0 осіб, смертність — 0 осіб, зареєстровано 1 шлюб. У 2001 р. активне населення становило 99 осіб, з них безробітних — 3 особи.
Серед осіб, які проживали на території міста у 2001 р., 154 народилися в Каталонії (з них 48 осіб у тому самому районі, або кумарці), 21 особа приїхала з інших областей Іспанії, а 11 осіб приїхало з-за кордону. 
Університетську освіту має 18,3 % усього населення. 
У 2001 р. нараховувалося 67 домогосподарств (з них 28,4 % складалися з однієї особи, 19,4 % з двох осіб,17,9 % з 3 осіб, 20,9 % з 4 осіб, 9 % з 5 осіб, 3 % з 6 осіб, 1,5 % з 7 осіб, 0 % з 8 осіб і 0 % з 9 і більше осіб).
Активне населення міста у 2001 р. працювало у таких сферах діяльності: у сільському господарстві — 7,3 %, у промисловості — 24 %, на будівництві — 9,4 % і у сфері обслуговування — 59,4 %. 
 У муніципалітеті або у власному районі (кумарці) працює 33 особи, поза районом — 68 осіб.

### Безробіття
У 2007 р. нараховувалося 6 безробітних (у 2006 р. — 7 безробітних), з них чоловіки становили 66,7 %, а жінки — 33,3 %.

## Економіка

### Підприємства міста

#### Промислові підприємства
| \| Промислові підприємства міста, за сферою діяльності \| Промислові підприємства міста, за сферою діяльності \| Промислові підприємства міста, за сферою діяльності \| \| Рік \| 2002 р. \| 2001 р. \| \| --------------------------------------------------- \| --------------------------------------------------- \| --------------------------------------------------- \| \| Енергетичні та водні ресурси \| 50 % \| 50 % \| \| Хімія та метали \| 0 % \| 0 % \| \| Переробка металів \| 50 % \| 50 % \| \| Продукти харчування \| 0 % \| 0 % \| \| Текстиль \| 0 % \| 0 % \| \| Виробництво меблів, видання \| 0 % \| 0 % \| \| Інше \| 0 % \| 0 % \| \| Усього підприємств \| 2 \| 2 \| |         |         |
| Промислові підприємства міста, за сферою діяльності |         |         |
| Рік | 2002 р. | 2001 р. |
| Енергетичні та водні ресурси | 50 %    | 50 %    |
| Хімія та метали | 0 %     | 0 %     |
| Переробка металів | 50 %    | 50 %    |
| Продукти харчування | 0 %     | 0 %     |
| Текстиль | 0 %     | 0 %     |
| Виробництво меблів, видання | 0 %     | 0 %     |
| Інше | 0 %     | 0 %     |
| Усього підприємств | 2       | 2       |

#### Роздрібна торгівля
| \| Підприємства роздрібної торгівлі міста, за сферою діяльності \| Підприємства роздрібної торгівлі міста, за сферою діяльності \| Підприємства роздрібної торгівлі міста, за сферою діяльності \| \| Рік \| 2002 р. \| 2001 р. \| \| ------------------------------------------------------------ \| ------------------------------------------------------------ \| ------------------------------------------------------------ \| \| Продукти харчування \| 100 % \| 100 % \| \| Одяг та взуття \| 0 % \| 0 % \| \| Товари для дому \| 0 % \| 0 % \| \| Книги та періодичні видання \| 0 % \| 0 % \| \| Промислова хімічна продукція \| 0 % \| 0 % \| \| Продукція, пов'язана з транспортними засобами \| 0 % \| 0 % \| \| Інше \| 0 % \| 0 % \| \| Усього підприємств \| 1 \| 1 \| |         |         |
| Підприємства роздрібної торгівлі міста, за сферою діяльності |         |         |
| Рік | 2002 р. | 2001 р. |
| Продукти харчування | 100 %   | 100 %   |
| Одяг та взуття | 0 %     | 0 %     |
| Товари для дому | 0 %     | 0 %     |
| Книги та періодичні видання | 0 %     | 0 %     |
| Промислова хімічна продукція | 0 %     | 0 %     |
| Продукція, пов'язана з транспортними засобами | 0 %     | 0 %     |
| Інше | 0 %     | 0 %     |
| Усього підприємств | 1       | 1       |

#### Сфера послуг
| \| Підприємства міста, що працюють у сфері послуг, за діяльністю \| Підприємства міста, що працюють у сфері послуг, за діяльністю \| Підприємства міста, що працюють у сфері послуг, за діяльністю \| \| Рік \| 2002 р. \| 2001 р. \| \| ------------------------------------------------------------- \| ------------------------------------------------------------- \| ------------------------------------------------------------- \| \| Гуртова торгівля \| 0 % \| 0 % \| \| Готелі та готельний бізнес \| 20 % \| 20 % \| \| Транспорт та зв'язок \| 20 % \| 20 % \| \| Посередницькі фінансові послуги \| 0 % \| 0 % \| \| Послуги підприємствам \| 20 % \| 20 % \| \| Послуги фізичним особам \| 20 % \| 20 % \| \| Нерухомість та ін. \| 20 % \| 20 % \| \| Усього підприємств \| 5 \| 5 \| |         |         |
| Підприємства міста, що працюють у сфері послуг, за діяльністю |         |         |
| Рік | 2002 р. | 2001 р. |
| Гуртова торгівля | 0 %     | 0 %     |
| Готелі та готельний бізнес | 20 %    | 20 %    |
| Транспорт та зв'язок | 20 %    | 20 %    |
| Посередницькі фінансові послуги | 0 %     | 0 %     |
| Послуги підприємствам | 20 %    | 20 %    |
| Послуги фізичним особам | 20 %    | 20 %    |
| Нерухомість та ін. | 20 %    | 20 %    |
| Усього підприємств | 5       | 5       |

## Житловий фонд
У 2001 р. 10,4 % усіх родин (домогосподарств) мали житло метражем до 59 м2, 16,4 % — від 60 до 89 м2, 14,9 % — від 90 до 119 м2 і
58,2 % — понад 120 м2.

З усіх будівель у 2001 р. 35,5 % було одноповерховими, 46,7 % — двоповерховими, 17,8 % — триповерховими, 0 % — чотириповерховими, 0 % — п'ятиповерховими, 0 % — шестиповерховими,
0 % — семиповерховими, 0 % — з вісьмома та більше поверхами.

## Автопарк
| \| Автомобілі, зареєстровані у місті, за призначенням \| Автомобілі, зареєстровані у місті, за призначенням \| Автомобілі, зареєстровані у місті, за призначенням \| \| Рік \| 2006 р. \| 2005 р. \| \| -------------------------------------------------- \| -------------------------------------------------- \| -------------------------------------------------- \| \| Приватні автомобілі \| 56 % \| 57 % \| \| Мотоцикли \| 23,7 % \| 23 % \| \| Вантажівки \| 19,1 % \| 19,6 % \| \| Трактори \| 0 % \| 0 % \| \| Автобуси та ін. \| 1,2 % \| 0,4 % \| \| Усього автомобілів \| 241 шт. \| 235 шт. \| |         |         |
| Автомобілі, зареєстровані у місті, за призначенням |         |         |
| Рік | 2006 р. | 2005 р. |
| Приватні автомобілі | 56 %    | 57 %    |
| Мотоцикли | 23,7 %  | 23 %    |
| Вантажівки | 19,1 %  | 19,6 %  |
| Трактори | 0 %     | 0 %     |
| Автобуси та ін. | 1,2 %   | 0,4 %   |
| Усього автомобілів | 241 шт. | 235 шт. |

## Вживання каталанської мови
У 2001 р. каталанську мову у місті розуміли 98,9 % усього населення (у 1996 р. — 96,6 %), вміли говорити нею 88,6 % (у 1996 р. — 84,8 %), вміли читати 87 % (у 1996 р. — 82,8 %), вміли писати 62 % (у 1996 р. — 61,4 %). Не розуміли каталанської мови 1,1 %.

## Політичні уподобання
У виборах до Парламенту Каталонії у 2006 р. взяло участь 119 осіб (у 2003 р. — 124 особи). Голоси за політичні сили розподілилися таким чином:
| \| Вибори до Парламенту Каталонії \| Вибори до Парламенту Каталонії \| Вибори до Парламенту Каталонії \| \| Рік \| 2006 р. \| 2003 р. \| \| -------------------------------------- \| ------------------------------ \| ------------------------------ \| \| Конвергенція та Єднання (CiU) \| 47,9 % \| 43,5 % \| \| Соціалістична партія Каталонії (PSC) \| 15,1 % \| 10,5 % \| \| Народна партія (PP) \| 6,7 % \| 8,1 % \| \| Ініціатива за зелену Каталонію (IC) \| 3,4 % \| 2,4 % \| \| Республіканська лівиця Каталонії (ERC) \| 18,5 % \| 32,3 % \| \| Громадянська партія (C's) \| 0,8 % \| 0 % \| \| Інші \| 7,6 % \| 3,2 % \| |         |         |
| Вибори до Парламенту Каталонії |         |         |
| Рік | 2006 р. | 2003 р. |
| Конвергенція та Єднання (CiU) | 47,9 %  | 43,5 %  |
| Соціалістична партія Каталонії (PSC) | 15,1 %  | 10,5 %  |
| Народна партія (PP) | 6,7 %   | 8,1 %   |
| Ініціатива за зелену Каталонію (IC) | 3,4 %   | 2,4 %   |
| Республіканська лівиця Каталонії (ERC) | 18,5 %  | 32,3 %  |
| Громадянська партія (C's) | 0,8 %   | 0 %     |
| Інші | 7,6 %   | 3,2 %   |